# Соймонов, Фёдор Иванович (1692)
Фёдор Иванович Соймо́нов (1692 — 11 (22) июля 1780) — российский навигатор и гидрограф, исследователь и в дальнейшем губернатор Сибири, сенатор. Известен как первый русский гидрограф.

## Биография
Родился в 1692 году в семье стольника Ивана Афанасьевича Соймонова. Выходец из старинного дворянского рода Соймоновых.
В 1708 году Фёдор Соймонов поступает в Московскую математико-навигацкую школу. Дисциплина вполне соответствовала духу времени и большим надеждам, возлагавшимся на будущих корабелов. Нередко в ход пускалась и тяжёлая плеть. Курс обучения будущий мореход окончил в три года, после чего в качестве одного из лучших выпускников был причислен к «заморянам», отправлявшимся за границу для продолжения обучения. Задачу, стоявшую перед вчерашними школярами, сформулировал сам царь: «учиться навигации зимой, а летом ходить на море на воинских кораблях и обучаться, чтоб возможно потом морскими офицерами быть».
Три года жил в Голландии для практического изучения морского искусства. К концу командировки Соймонов выучил голландский, немецкий и латинский языки, в совершенстве изучил мореходное дело и получил звание гардемарина. Юный аристократ не гнушался самой грязной и трудной работы, стремясь на практике освоить все азы своей профессии. Соймонов стал одним из тех энергичных людей, которые приводили в исполнение поставленную Петром Великим задачу, потребовавшую десятки лет, — составление географического атласа России.
В 1715 году Фёдор Соймонов возвратился на родину. Вскоре он сдал экзамен на мичмана и был отправлен на 64-пушечный корабль «Ингерманланд», бороздивший воды Балтийского моря. Это было серьёзным признанием: строгую «баллотировку», проходившую в присутствии самого Петра I, выдержали только 17 гардемарин из 48.
В 1719 году лейтенант Соймонов был отправлен на Каспий по заданию Петра I установить надёжный торговый путь от Москвы до самого сердца Средней Азии и далее, на восток, в составе экспедиции под руководством голландца Карла Вердена, служившего ранее штурманом на шведском флоте и взятого русскими войсками в плен. С голландцем на восток двинулся и Фёдор Соймонов. На протяжении нескольких месяцев они бороздили воды таинственного моря, изучали его берега, замеряли глубины и описывали острова.
В 1720 году, вместе с тремя товарищами (капитан-лейтенант Карл Верден, Василий Урусов и топограф А. И. Кожин), описал западный и южный берега Каспийского моря. Работа Соймонова по описанию Каспийского моря при участии лейтенанта Пьера Дефремери, в особенности, его восточного берега была закончена в 1726 году. Кроме карты Каспийского моря он издал: «Описание Каспийского моря, от устья р. Волги, от притока Ярковского, до устья р. Астрабацкой» (СПб., 1731; 2-е изд. 1783) и «Описание Каспийского моря и чиненных на оном Российских завоеваний, яко часть истории Петра Великого» (Ежемесячные сочинения и известия о учёных делах, 1763). Его работы по картографии продолжались все время.
В 1722 году капитан-лейтенант Соймонов принял участие в Персидском походе государя императора Петра Великого к лежащим при Каспийском море персидским провинциям. Ещё летом 1722 года, в дни персидского похода на привале в Казани, где зашёл разговор о богатствах Камчатки, Шантарских и Курильских островов, открытых казаками, Соймонов посоветовал Петру: «А как вашему величеству известно, сибирские восточные места и особливо Камчатка от всех тех мест и филиппинских и нипонских островов до самой Америки по западному берегу не в дальнем расстоянии найтиться можно. И потому много б способнее и безубыточнее российским мореплавателям до тех мест доходить возможно было против того, сколько ныне европейцы почти целые полкруга обходить принуждены."
В 1727 году был переведен из Астрахани на службу в Балтийский флот. В 1730 году был назначен прокурором в адмиралтейств-коллегию, каковым пробыл до 1732 года, когда был назначен обер-штер-кригс-комиссаром флота. В 1731 году в России впервые был издан атлас Каспия, составленный Соймоновым. Этот атлас состоял из восьми карт и служил несколько десятков лет.
В 1734 году принимал участие, под командою адмирала Гордона, в блокаде Данцига.
С 1734 года был определён в Адмиралтейств-коллегию «для надзора при сочинении подробных ведомостей по текущий о расходах денежной казны», открыл целый ряд упущений и самовольных растрат президента коллегии Н. Ф. Головина, чем, конечно, заслужил нерасположение Головина и создал в лице его себе врага. В этом же году Соймонов издал атлас Балтийского моря под названием «Морской светильник или описание Варяжского моря».
В 1735 году издал «Экстракт штурманского искусства из наук, принадлежащих к мореплаванию, сочинённый в вопросах и ответах для пользы и безопасности мореплавателей»
В 1736 году Фёдор Иванович получает предписание покинуть морское ведомство и занять должность прокурора Адмиралтейской коллегии. Был прикомандирован для рассмотрения следственных дел помощником барону Шафирову, заведовавшему Сибирским приказом и включен в состав комиссии, расследовавшей злоупотребления судей Сибирского приказа, а также иркутского вице-губернатора Жолобова и бригадира Сухарева.
В 1738 году был назначен обер-прокурором сената с чином генерал-майора. Им была издана первая часть атласа Балтийского моря, составлено, но утеряно описание Белого моря.
В 1739 году Соймонов был назначен генерал-кригскомиссаром, с чином вице-адмирала, и стал исправлять должность вице-президента адмиралтейской коллегии. В это время Соймонов издал «Экстракт штурманского искусства. Из наук, принадлежащих к мореплаванию, сочинённый в вопросах и ответах для пользы и безопасности мореплавателей» (СПб., 1739). По предложению Соймонова и под его наблюдением был переведён и издан адмиралтейской коллегией «Светильник морской», то есть описание Восточного, или Варяжского, моря (СПб., 1738). Соймоновым была составлена также оставшаяся неизданной и затем утраченная карта Белого моря.
Преследование им многочисленных беспорядков и злоупотреблений в морском хозяйстве создало ему многочисленных врагов, в числе которых был и сам Бирон. Привлечённый в 1740 году к делу Волынского, как его единомышленник, Соймонов был лишён всех чинов и прав, наказан кнутом и сослан в каторжную работу в Охотск. Пребывание Соймонова на каторге в Охотске продолжалось до вступления на престол Елизаветы Петровны, по повелению которой он был освобождён от ссылки, но без возвращения чинов.
17 марта 1742 года соответствующий указ был зачитан на площади перед Успенским собором в Кремле, князя накрыли знаменем и вернули ему шпагу, отобранную при аресте. Это означало одно: государыня помиловала его, простила из милости, но не восстановила нарушенную справедливость. После этого жил в подмосковной деревне Волосово, не занимая более 10 лет никаких должностей.
В 1753 году В. А. Мятлев, старый флотский товарищ Фёдора Ивановича, назначенный в то время сибирским губернатором, предложил ему возглавить Нерчинскую секретную экспедицию, которой было поручено описание в Нерчинском уезде «хлебопахотных земель и измерение фарватера реки Шилки от города Нерчинска до начала Амура, и для сочинения к сему тому планов», разведку новых путей и мест для поселений. В этой работе ему помогал его сын М. Ф. Соймонов, игравший позже видную роль в истории горного дела в России. Учитывая рекомендации Мятлева, профессиональные знания и опыт Ф. И. Соймонова, Сенат без проволочек одобрил его кандидатуру.
В 1754 году убежденный сторонник идеи подготовки в Сибири своих штурманов В. А. Мятлев инициировал открытие ещё двух навигацких школ, а Соймонов претворил эти планы в жизнь — создал навигацкие школы в Нерчинске и Иркутске, лично опекал оба учебных заведения и почти два года преподавал в Нерчинской школе.
14 марта 1757 года, в связи с началом Семилетней войны Мятлева отозвали во флот, а на его место назначили Соймонова. Шестилетнее управление его Сибирью отличалось гуманностью и заботливостью о нуждах края, а также активной борьбой со взяточничеством. Он учредил Морскую школу в Охотске, на Байкале устроил маяк и гавань при Посольском монастыре и распорядился построением многих новых судов. Сибири Соймонов посвятил сочинения: «Известие о торгах сибирских» (Ежемесячные сочинения, 1755, II) и «Сибирь — золотое дно» (там же, 1761, II). Нуждами лесного дела в Сибири было вызвано, по всей вероятности, его изобретение, описанное в статье «Описание пильной машины, действующей конской силой, сделанной в Тобольске Ф. И. Соймоновым» (Ежемесячные сочинения и известия о учёных делах, 1763, II).
В 1758 году основал Геодезическую школу в Тобольске. Через два года в своем донесении в Сенат настаивал на поддержании мирных отношений с чукчами. 22 сентября 1762 года награждён орденом Св. Александра Невского.
В 1763 году императрица уважила вторичную просьбу 70-летнего вельможи и приказала уволить его от губернаторской службы. 14 марта того же года Фёдор Иванович приехал в Москву, чтобы больше не покидать её.
С 1763 по 1766 годы он состоял сенатором в Московской сенатской конторе. Будучи сенатором, Соймонов курировал в правительстве сибирскую политику. Он внимательно всматривался в исследования Сибири; на основании данных сибирских промышленников он подвергал критике план Ломоносова по исследованию северо-восточного прохода, и, может быть, под его влиянием Ломоносов переработал свой план и направил экспедицию на Шпицберген.
Весною 1766 года Федор Соймонов ушёл в отставку с присвоением ему высшего чина империи — действительного тайного советника. Уважая его особые заслуги, Екатерина II велела до дня смерти выдавать ему полное жалованье. Остаток дней он провел в неустанных трудах над сочинением «История Петра Великого» в своем поместье в селе Волосове близ Серпухова.
Умер в глубокой старости (88 лет) 11 (22) июля 1780 года в своём имении в деревне Волосово и был погребен за оградой старинного Высоцкого монастыря в двух верстах от Серпухова.

## Семья
Соймонов женился в 1728 или 1729 году на Дарье Ивановне Отяевой, дочери стольника Ивана Васильевича, который дал за ней «в приданые денег тысячу рублев, да приданого на тысячу ж». В конце 1730 года молодожёны переехали в дом Отяева на 11-й линии Васильевского острова. Дети:
- Александра (1728 — 23.05.1737, Санкт-Петербург)[10]
- Михаил (1730—1804), действительный тайный советник, главный директор горных и монетных дел.
- Юрий (1733-?), статский советник, отец сенатора В. Ю. Соймонова.
- Афанасий (1734-?), премьер-майор.
- Анна (1738—1799), девица.
- Мария, в замужестве Прокофьева.

## Труды
- «Из записок». [Предисл. ред.]. — МС, 1888, т. 227, № 9, неофиц. отд., с. 91-132; № 10, неофиц. отд., с. 85-103. То же. Отд. отт. Спб., 1888.
- «Краткое изъяснение астрономии»;
- «Морской светильник или описание Варяжского моря»;
- «Описание Каспийского моря и чиненных на оном Российских завоеваний» с картою, — «Ежемесячные Сочинения», 1763 г.;
- «Экстракт штурманского искусства для пользы и безопасности мореплавателей», 1739 г.;
- «О торгах за Каспийское море древних, средних и новейших времен» — «Ежемес. Сочин.» 1765 г.;
- «Карты Каспийского моря», из которых одна была издана в 1731 г.;
- «Известие о торгах сибирских» — «Ежемесяч. Сочин.» 1755 г.;
- «Сибирь — золотое дно» — «Ежемесяч. Сочин.» 1761 г.,
- «Письмо Российского навигатора к молодому Зейману» — «Ежемесяч. Сочин.» 1764 г.
- Соймонов Ф. И. Рукописное наследие. Из фондов отдела письменных источников Исторического музея / [ сост. Н.В. Горбушина, А.Е. Чекунова ]. - М., 2014. 536 с.: ил. (Труды Государственного Исторического музея. Выпуск 202) - 500 экз. - ISBN 978-5-89076-281-8

## Память о Соймонове
- Имя Соймонова на российских картах присваивалось гидрографическим объектам дважды (бухта в Красноводском заливе на Каспии, ныне Туркменистан, и мыс на тихоокеанском побережье Сахалина), в его честь названа улица в городе Чехове (долгое время называлась в перевранном виде — как улица «Саймонова»)[11], а также по его родовому имени названо старинное поселение в Серпуховском районе.
- Фёдор Соймонов («Федька-варнак») — один из главных героев исторической поэмы Леонида Мартынова «Тобольский летописец» (1937).